# Бунге Федір Андрійович
Федір Андрійович Бунге (рос. Фёдор Андреевич Бунге; 13 березня 1802 — 9 квітня 1897) — російський і німецький правник, історик. Представник балтійського німецького роду Бунге. Народився у Києві, Росія. Випускник Дерптського університету; його приват-доцент (1823), професор (1831). Доктор наук (1826, Гейдельберзький університет). Започаткував вивчення історії балійського права. Склав звід місцевих цивільних законів для Курляндії, Ліфляндії і Естляндії (1865), що згодом діяв у Латвії (до 1937) і Естонії (до 1945). Згодом переїхав до Німеччини (1865). Почесний член Товариства історії і старожитностей Остзейських провінцій Росії (1859). Помер у Вісбадені.

## Імена
- Фрі́дріх-Гео́рг фон Бу́нге (нім. Friedrich Georg von Bunge) — німецьке ім'я.
- Фе́дір Андрі́йович Бу́нге  (рос. Фёдор Андреевич Бунге) — російське ім'я.

## Біографія
Федір Бунге походив з родини київських аптекарів, брат Олександра Андрійовича Бунге. Здобув юридичну освіту в Дерптському університеті. Там же здобув титул приват-доцента в 1823 році, в 1831 — екстраординарним, а слідом за тим і ординарним професором. Поклав початок науковому вивченню остзейського права.
У 1826 році Федір Бунге отримав у Гейдельберзькому університеті звання доктора за роботу "Ueber den Sachsenspiegel als Quelle des mittleren und umgearbeiteten livlandischen Ritterrechts " (Рига, 1827). У 1831 році обраний професором. У 1843 році переїхав до Ревеля, де був обраний міським синдиком і незабаром бургомістром.
У 1856 році Федору Бунге було доручено II Відділенням Власної Його Імператорської Величності Канцелярії складання зводу місцевих цивільних законів. Великий проект був закінчений Бунге в 1862 році. Виправлений текст Височайше був затверджений 12 листопада 1864 року і вступив в дію з 1 липня 1865 року. Цей звід цивільних законів діяв у Латвії до 1937 року, а в Естонії до 1945 року.
У 1865 році Федір Бунге переселився до Готи, а потім до Вісбадена. Там він продовжував свої роботи з видання пам'яток і розробці різноманітних історичних питань. Йому не тільки вдалося зібрати і видати майже всі більш-менш відомі джерела, зробивши їх, завдяки цьому, доступними для дослідження. Він зумів заново створити як зв'язний виклад історії місцевого права практично у повному обсязі, так і з'ясувати, які залишилися в силі результати багатовікового і складного його розвитку. Його роботи уможливили кодифікацію місцевого цивільного права. Праці його небагатослівні, завжди дуже точні й повні фактичного обґрунтування; він утримувався від ризикованих припущень та гіпотез.

## Праці
- Bunge, F. G. von. (später Carl Schirren) Archiv für die Geschichte Liv-, Est- und Curlands [Архівовано 5 травня 2022 у Wayback Machine.]: 1-8. Dorpat-Reval: J. C. Schünmann’s Witwe, 1842-1861.
- Bunge, F. G. von. Beiträge zur Kunde der liv-, esth- und kurländischen Rechtsquellen. Dorpat 1832.
- Bunge, F. G. von. Geschichte des Gerichtswesens und Gerichtsverfahrens in Liv-, Est-, und Kurland. Reval 1874.
- Bunge, F. G. von. Das liv- und esthländische Privatrecht, wissenschaftlich dargestellt. 1-2. Reval 2. Aufl. 1847/48.
- Bunge, F. G. von. Das curländische Privatrecht, wissenschaftlich dargestellt. Dorpat 1851.
- Bunge, F. G. von.  Monumenta Livoniae antiquae: Sammlung von Chroniken, Berichten, Urkunden und andern schriftlichen Denkmalen und Aufsätzen welche zur Erl. d. Geschichte Liv-, Ehst- u. Kurland's dienen. 5: Die letzten Zeiten des Erzbisthums Riga, dargestellt in einer gleichzeitigen Chronik des Bartholomäus Grefenthal und in einer Sammlung der auf jene Zeiten bezüglichen Urkunden / Bunge, Friedrich Georg von [Hrsg.]. Riga, 1847. Munich DigitiZation Center (MDZ)
- Bunge, F. G. von. Die Quellen des Revaler Stadtrechts. 1-2. Dorpat 1844-1847.
- Bunge, F. G. von. Einleitung in die liv-, esth- und curländische Rechtsgeschichte und Geschichte der Rechtsquellen. Reval 1849.
- "Liv.-Est.-und Kurländisches Urkundenbuch". Begründet von F. G. Bunge im Austrage der baltischen Ritterschaften und Städte (Bd 1–12, 2 Abt., Bd 1–3, Reval–Riga–Moscau, 1853–1914)